# Perissocerus transcaspicus
Perissocerus transcaspicus är en tvåvingeart som beskrevs av Josef Aloizievitsch Portschinsky 1901. Perissocerus transcaspicus ingår i släktet Perissocerus och familjen Mydidae. Inga underarter finns listade i Catalogue of Life.